# Llanos
Llanos je vrsta visokotravnatih savana na sjeveru i sjeveroistoku Južne Amerike u slivu rijeke Orinoca. Predstavljeni su gustim travnatim pokrivačem i pojedinačnim skupinama drveća. Nalaze se u Kolumbiji i u Venezueli.